# 24h Jerusalem
24h Jerusalem ist eine 24-stündige Fernsehdokumentation über Jerusalem und seine Bewohner. Sie berichtet in Echtzeit vom Alltag von 90 Protagonisten aus den verschiedensten Berufen, sozialen Klassen, Religionen und Ethnien. Die Dreharbeiten fanden im April 2013 statt, die Erstausstrahlung war am 12. und 13. April 2014. Für die Idee und die Gesamtregie war wie bereits bei 24h Berlin – Ein Tag im Leben (2009) Volker Heise verantwortlich. 2017 folgte 24h Bayern – Ein Tag Heimat und 2019 24h Europe – The Next Generation.

## Produktion
Der Dreh war ursprünglich bereits für den 6. September 2012 vorgesehen. Er musste jedoch einen Tag vor Drehbeginn verschoben werden, da die Protagonisten und Kreativen auf palästinensischer Seite dem Projekt den Rücken gekehrt hatten. Es hieß, die israelische Sicht werde bevorzugt, die Besetzung der Stadt werde als Normalzustand abgebildet. Außerdem war eine israelische Produktionsfirma vor Ort federführend. Daraufhin wurde das Konzept völlig überarbeitet. Je 20 Filmteams wurden paritätisch auf jüdische, muslimische und europäische Mitarbeiter aufgeteilt, anstatt sie, wie vorher, der Bevölkerungsstruktur anzupassen – zwei Drittel Israelis, ein Drittel Palästinenser. Die Palästinenser interviewten auf Arabisch, die Israelis auf Hebräisch und die Europäer in ihren jeweiligen Sprachen.
Unter den europäischen Filmteams waren namhafte Regisseure wie Maria Schrader, Dani Levy, Hans-Christian Schmid und Andres Veiel. Die Schwierigkeiten während der Produktion ließen die Produktionskosten auf schließlich 2,4 Millionen Euro ansteigen.

## Aufbau
Die Dokumentation folgt dem Tagesverlauf und ist eine permanente Parallelmontage in Echtzeit. Die Geschichten der Protagonisten wechseln einander ab. Sie werden von einem Kommentar begleitet. Alle 30 Minuten gibt es eine kurze Bestandsaufnahme mit allgemeinen Informationen, wie der Tageszeit, der Temperatur und Informationen zum Hintergrund der Handlungsstränge unter Zuhilfenahme von animierten Landkarten.
Über die Vielseitigkeit der Protagonisten aus den verschiedensten Berufen, sozialen Klassen, Religionen und Ethnien entsteht nach und nach ein repräsentatives Porträt der Einwohner Jerusalems. Auf die Frage, was in der umfangreichen Dokumentation fehle, antwortete Heise: „Leute aus dem inneren Kreis von Hamas und Geheimdienst, die hier stark vertreten sind.“

## Ausstrahlung
Die Erstausstrahlung fand genau ein Jahr nach dem Dreh am 12. und 13. April 2014 statt. Sie begann am Samstag, den 12. April, um 06:00 Uhr morgens und lief bis Sonntag, den 13. April, ebenfalls 06:00 Uhr. 24h Jerusalem wurde gleichzeitig in mehreren Ländern gezeigt. In Deutschland lief die Dokumentation beim Bayerischen Rundfunk, in Deutschland und Frankreich bei Arte, in Finnland bei YLE und in Norwegen bei NRK. Kooperationen mit arabischen oder israelischen Sendern kamen nicht zustande. Zusätzlich wurde das Angebot um einen Second Screen im Internet erweitert, der auch mit der DVD-Version funktioniert. Bereits 24 Tage vorher begann im Internet ein Countdown zur Ausstrahlung. Dazu wurde aus dem Videotagebuch des Regisseurs Volker Heise jeden Tag eine Folge veröffentlicht. Unter dem Hashtag #24hjerusalem wurden vom Team, Einwohnern Jerusalems sowie Menschen aus anderen Teilen der Welt während der Ausstrahlung zudem kurze Vines gedreht.
24h Jerusalem erreichte in Deutschland insgesamt 6,25 Millionen und in Frankreich 5,1 Millionen Zuschauer (kumulierte Zuschauerzahl), das Second-Screen-Angebot im Internet wurde bis zum 15. April 2014 135.000 Mal aufgerufen und der Hashtag #24hjerusalem über 9.500 Mal verwendet.

## Rezeption
Peer Schader vom Online-Magazin zur deutschen Medienwirtschaft DWDL.de zählt 24h Jerusalem „zu den größten Besonderheiten, die das deutsche Fernsehen in den vergangenen Jahren zustande gebracht hat – weil sie das Kunststück versucht, eine fremde Stadt durch die Augen der Menschen zu sehen, die dort zuhause sind.“ Kritisch merkt er an, „dass die Doku immer wieder mit drastischer Wortwahl auf den schwelenden Konflikt in der Stadt hinweist: ‚Wenn Jerusalem ein Pulverfass ist, dann ist der Tempelberg ein Sprengsatz‘, heißt es zum Beispiel. Mit Kommentaren zum eigentlichen Geschehen halten sich die Macher jedoch erfreulich oft zurück und lassen den Tag einfach passieren.“
Die Reportage wurde als „Bester Mehrteiler Dokumentation“ mit dem Deutschen Fernsehpreis 2014 ausgezeichnet. Der Preis wurde am 2. Oktober 2014 im Kölner Coloneum verliehen. Thomas Kufus erhielt den Preis der Deutschen Akademie für Fernsehen in der Kategorie Produktion.